# 凱撒 (德國)

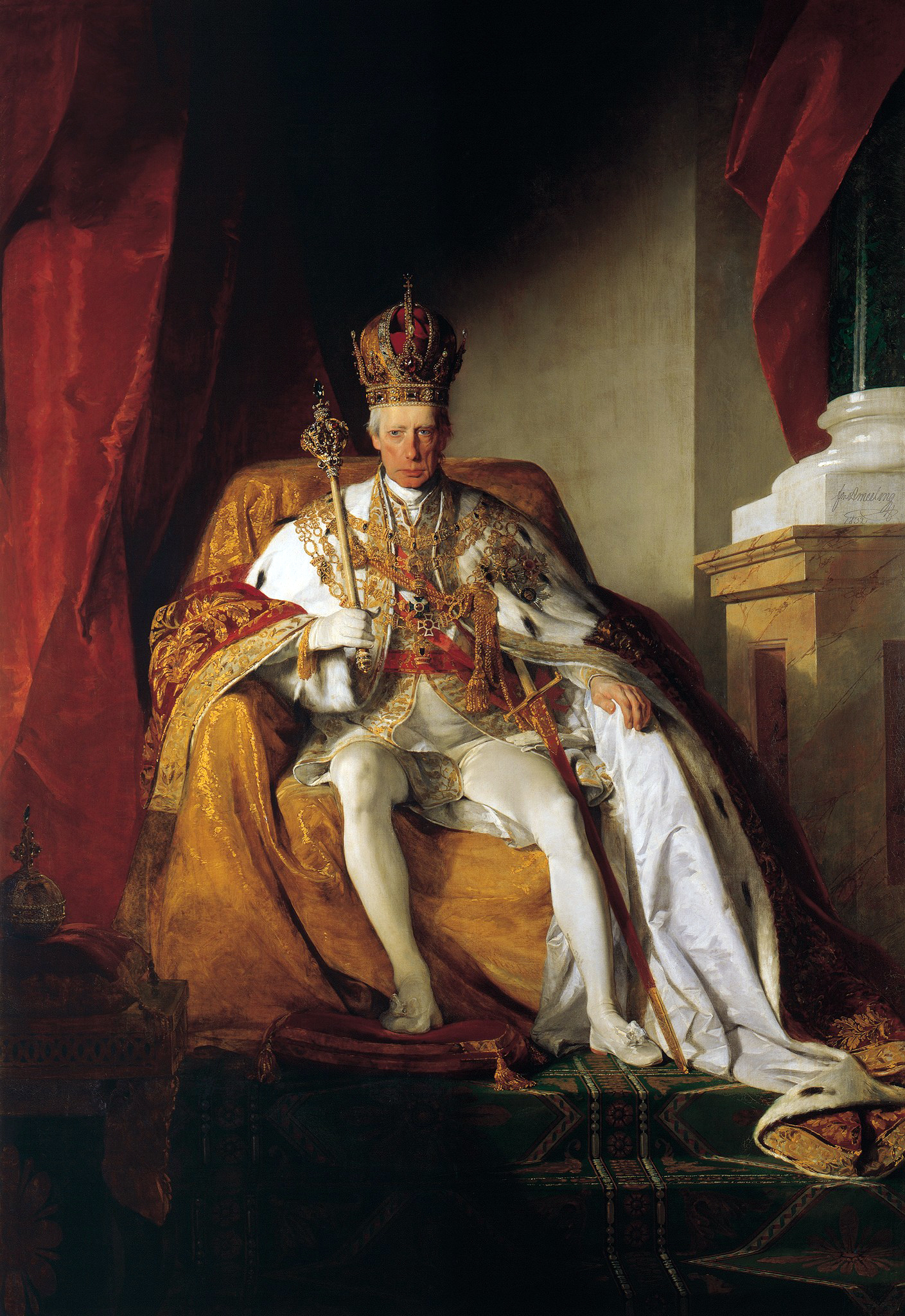
末代神聖羅馬皇帝弗朗茨二世

凱撒（Caesar）在德文（Kaiser）之中意為「君主」，德意志族裔的君主都會用這個稱呼。俄裔君主沙皇使用Tsar都是自凱撒而來。女性君主使用「Kaiserin」一詞。